# Cucuteni (Iași)
Cucuteni es una comuna ubicada en el distrito de Iași, Rumania.

## Superficie
Cuenta con una superficie de 28,68 kilómetros cuadrados.

## Demografía
Hasta 2021 la población era de 1103 habitantes, con una densidad de población de 38,46 habitantes por kilómetro cuadrado.